# Ruwen Filus
Ruwen Filus (né le 14 février 1988 à Bückeburg) est un pongiste allemand.
Classé autour de la 30e place mondiale, il crée à l'aide de son jeu de défense quelques exploits en 2009 en sortant Chuan Chih-Yuan numéro 9 mondial ou encore le polonais Lucjan Błaszczyk.
Lors du championnat d'Europe de tennis de table 2009, il obtient le titre avec l'équipe d'Allemagne composée de Timo Boll, Dimitrij Ovtcharov et Christian Süss. En simple, il crée la surprise en se hissant jusqu'en 1/4 ou il s'incline face à Fedor Kuzmin. Il réédite sa performance lors des Championnats d'Europe de tennis de table 2015.
Il fait ensuite partie de l'équipe d'Allemagne médaillée d'or aux Championnats d'Europe de tennis de table 2021 à Cluj.
Lors du WTT Contender 2022 à Almaty, il remporte la finale 4 sets à 3 face à Lin Yun-Ju, septième mondial, après avoir été mené 3 sets à 0.
Au WTT Champions Xinxiang de 2023, il bat 3 manches à 1 le Brésilien Hugo Calderano, alors à la quatrième place mondiale.
Il est sous contrat avec l'équipementier de tennis de table japonais Butterfly. Le revêtement revers de sa raquette possède des picots longs, tandis que son coup droit est un backside.